# Зуев, Фёдор Кирьянович
Фёдор Кирьянович Зуев (1924 год — 25 января 1997 года) — буровой мастер Белоусовской геологоразведочной партии Восточно-Казахстанского геологического управления Министерства геологии Казахской ССР, Восточно-Казахстанская область. Участник Великой Отечественной войны и Герой Социалистического Труда.

## Биография
Фёдор Зуев родился в 1924 году в селе Малая Убинка Восточно-Казахстанской области Киргизской АССР РСФСР (ныне поселок Белоусовка Глубоковского района Восточно-Казахстанской области Казахстана) в крестьянской семье. В 1941 году начал трудиться буровым рабочим в Белоусовской геологоразведочной партии.
В августе 1942 года призван в армию. В 1944—1945 годах служил сначала орудийным номером зенитной батареи, а затем наводчиком пулемёта 47-го отдельного дивизиона ПВО 11-й гвардейской казачьей кавалерийской дивизии 5-го гвардейского казачьего корпуса в составе 2-го и 3-го Украинских фронтов, принимал участие в освобождении Будапешта (Венгрия). За время службы награждён двумя медалями «За отвагу».
В 1947 году Фёдор Зуев демобилизовался из армии. В 1951 году он начал работать сменным, а затем старшим буровым мастером Белоусовской геологоразведочной партии Восточно-Казахстанского геологического управления. За годы семилетки бригада Зуева пробурила 42 тысячи погонных метров скважин, что на 9 % больше плана. Бригада Зуева норму выработки за семилетку выполнили в среднем на 110 процентов и добились экономии 10 тысяч рублей. В республиканском социалистическом соревновании бригады Зуева постоянно занимала первые места. Он обучил передовым методам труда свыше 15 человек, а также принимал участие в увеличении разведанных запасов полезных ископаемых Рудного Алтая. При его непосредственном участии в бурении геологами был достигнут прирост разведанных запасов полиметаллов на Глубочанских залежах и каменного угля на Бобровско-Белокаменском месторождении. Бригады Зуева успешно работали и в восьмой пятилетке. В 1966 году они пробурили около 16 тысяч погонных метров, выполнив план на 130 процентов и сэкономив 20 тысяч рублей. В 1967 году бригады также перевыполнили плановые задания.
4 июля 1966 года указом Президиума Верховного Совета СССР за выдающиеся успехи, достигнутые в выполнении заданий семилетнего плана по развитию геологоразведочных работ, открытию и развитию месторождений полезных ископаемых Фёдору Кирьяновичу Зуеву присвоено звание Героя Социалистического Труда с вручением ордена Ленина и золотой медали «Серп и Молот».
Фёдор Зуев работал мастером до выхода на пенсию. На пенсии жил в посёлке Белоусовка Глубоковского района Восточно-Казахстанской области Казахстана. Скончался 25 января 1997 года.

## Награды
- Медаль «За победу над Германией в Великой Отечественной войне 1941-1945 гг.»
- Медаль «За отвагу», 1 ноября 1944 года
- Медаль «За отвагу», 20 мая 1945 года
- Медаль «За взятие Будапешта»
- Орден Отечественной войны I степени, 6 апреля 1985 года[5]
- Орден Ленина, 4 июля 1966 года
- Медаль «Серп и Молот», 4 июля 1966 года